# Sausage Party
Sausage Party (La festa de les salsitxes) és una comèdia cinematogràfica d'animació per a adults produïda als Estats Units i dirigida per Conrad Vernon i Greg Tiernan. Estrenada el 12 d'agost de 2016, la pel·lícula compta amb les veus de Seth Rogen, Kristen Wiig, Jonah Hill, Michael Cera, Salma Hayek, Paul Rudd i James Franco. Ha estat subtitulada al català.
La pel·lícula va aconseguir una recaptació de 180 milions de dòlars a nivell mundial amb un pressupost de 19 milions. Va tenir crítiques positives per part de la crítica especialitzada però mixtes per part de l'audiència.

## Repartiment
- Seth Rogen com a Frank, una salsitxa protagonista de la pel·lícula.
- Kristen Wiig com a Brenda, un pa de hot dog i núvia de Frank.
- Nick Kroll com a Douche, un producte d'higiene femení i el dolent de la pel·lícula.
- Michael Cera com a Barry, una salsitxa amic de Frank.
- Jonah Hill com a Carl, una salsitxa amic de Frank.
- Edward Norton com a Sammy Bagel, Jr., un panet jueu.
- David Krumholtz com a Vash, un lavash.
- Danny McBride com a Mel Mostaza, és qui adverteix sobre la veritat del "Gran Més enllà".
- Salma Hayek com a Teresa del Taco, una tac lesbiana
- Anders Holm com a Troy, una salchicha.
- Conrad Vernon com a un rotlle de paper higiènic i una salsitxa.
- Bradley Pierce com a una patata irlandesa i una sopa de fideus.
- Bill Hader com a Aiguardent, un guacamole i una vella ampolla de beguda alcohòlica.
- Paul Rudd com a Darren, un empleat de Shopwells.
- James Franco com a un drogoaddicte.

## Producció
El 23 de juliol de 2010, Evan Goldberg va anunciar que es trobava treballant en un nou projecte amb Seth Rogen. La pel·lícula, anomenada Sausage Party, comptaria amb les veus de Seth Rogen i Jonah Hill, sota la direcció de Greg Tiernan i Conrad Vernon. Al novembre, Jonah Hill va afirmar a MTV News que seria una pel·lícula d'animació en 3D. El gener del 2011, Evan Goldberg va afirmar en una entrevista que la trama involucraria unes salsitxes intentant sortir del supermercat.
El 24 de setembre del 2013 es va anunciar que Sony Pictures Entertainment i Annapurna Pictures serien socis i cofinançarien la pel·lícula, que seria produïda per Annapurna i Point Grey Pictures. Greg Tiernan i Conrad Vernon van ser confirmats com a directors i la companyia Nitrogen Studios Canada Inc. seria l'encarregada de dissenyar l'animació generada per ordinador, mentre que Sony Pictures llançaria la pel·lícula a tot el món l'any 2016.